# Ислам на Маврикии
Ислам является одной из основных религий на Маврикии. Мусульмане составляют более 17,3% населения страны. 
Мусульмане Маврикия в основном индийского происхождения. Большое количество мусульман прибыло на Маврикий во время британского правления, начиная с 1834 года, как часть рабочей силы из Индии.
После обретения независимости Маврикием в 1968 году, ни одна из религий не была определена в Конституции страны как официальная и ни одна из них не доминирует. 
Христиане составляют около трети населения, индуисты около половины, мусульмане - большую часть остального населения. Некоторые религиозные группы, в том числе мусульманские, признаются парламентским декретом и получают государственные субсидии в зависимости от процентной доли населения.
Мусульман-сунниты являются большинством и составляют около 80 процентов мусульман, в их число входят салафиты, суфии, таухиды и сторонники Таблиг Джамаат. Шииты образуют маленькую общину, включающую в себя кочиниев (Cochin), которые, как полагают, прибыли в качестве судостроителей из Кочин в Индии и матросов-индейцев креолов, которые породнились с кочинами или другими шиитами.

## История

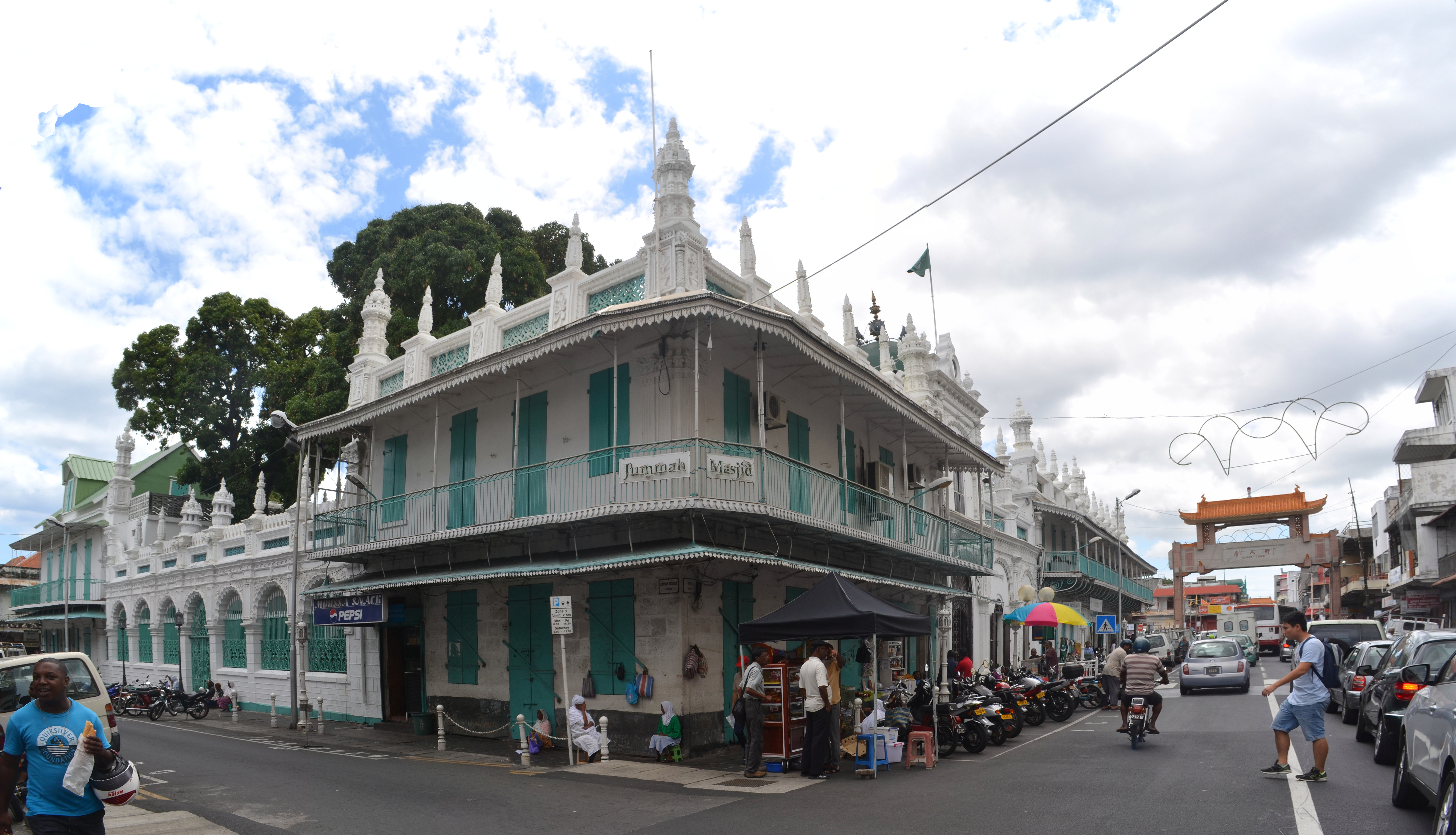
Мечеть Джумма в Порт-Луи

Некоторые ученые полагали, что мусульмане прибыли на Маврикий с голландцами из Аравии в качестве рабов, но это мнение было опровергнуто, поскольку голландцы были в основном торговцами. Мусульмане прибыли на Маврикий во время британского правления, которое началось в 1810 году. Большое количество рабов из Индии прибыли в основном из Бихара, Уттар-Прадеша, Ориссы, Бенгалии, Мумбаи и Колкоты. В период с 1835 по 1907 год в общей сложности было привезено 450 000 иммигрантов. После 1909 года иммиграция была прекращена. В течение последующих пяти лет часть иммигрантов были возвращены в Индию. До 1922 года в Индию вернулось лишь 160 000 человек, остальные обосновались на Маврикии. Кроме того из Гуджарата приехали богатые мусульманские торговцы, которые также селились вместе с бедными рабочими. Мусульмане составляли 33% от общей численности населения Маврикия в 1835 году, 64% в 1861 году, но к 1909 году сократилось до менее чем 25%. Традиционно сунниты оставались большинством, в то время как другие группы, такие как сунниты-шафииты, шииты и бохра, составляли около 20% от общего числа мусульман в стране. Кочинии, коджасы (Kodjas), бохра и Низариты, как полагают, прибыли на Маврикий в 1910 году из Восточной Африки. Идеология таухида, которой обычно следовали на Маврикии, была заменена исламскими воззрениями, которые соблюдают религиозные обряды Индии. Эта тенденция изменилась в 1970-х годах после возрастания влияния богатых нефтью арабских стран.

## Общины
Наибольшую группу мусульман составляют сунниты, которые составляют около 80% последователей ислама на Маврикии. Сунниты делятся на общины салафитов, суфиев, таухидов и сторонников Таблиг Джамаат. В то время как большинство мусульман Маврикия придерживается ханафитской школы, есть и другие течения, которые следуют шафиитской школе. Меймоны, небольшая шиитская община, которая контролирует мечеть Джума в Порт-Луи. Шииты составляют примерно 3 процента от общей численности населения Маврикия. К ним также относятся кочинии (Cochin).
В мусульманской общине существуют три различные этнические группы, в частности мемоны и сураты (богатые торговцы, приехавшие из городов Кач и Сурат в Индии), а затем калькутцы, которые прибыли на Маврикий в качестве наемных работников из Бихара. 
Наиболее используемыми языками среди мусульман являются арабский язык и урду, кроме того последователи ислама на Маврикии говорят также на креольском и других языках, включают бходжпури и гуджарати.

## Стратегия правительства

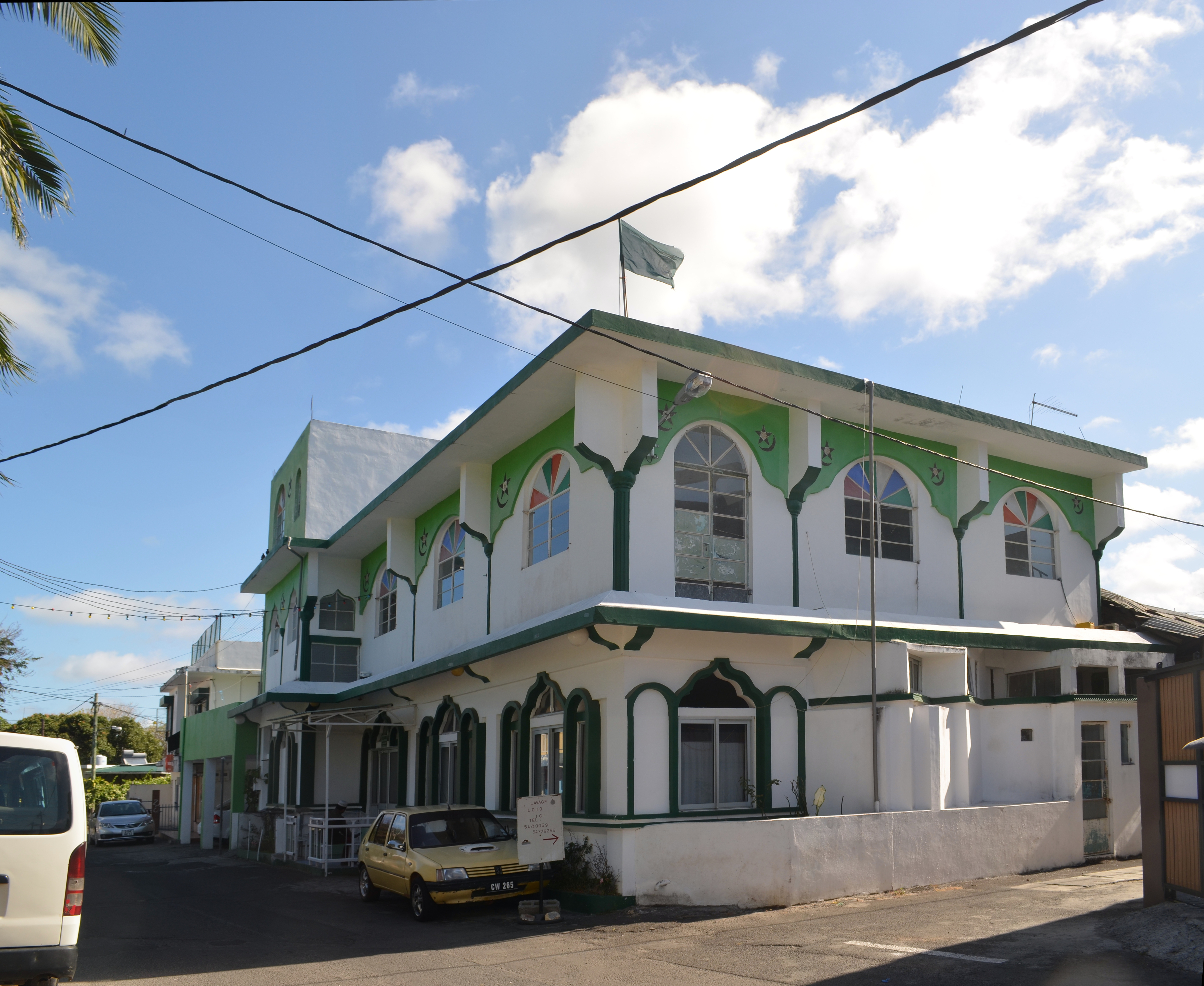
Мечеть Рошан Джамиир в поселке Тру-д'о-Дус

На Маврикии нет государственной религии, определенной в Конституции. Нация не имеет ни коренного населения, ни каких-либо коренных племен или религий. На момент обретения независимости на острове были представлены следующие религиозные течения: католицизм, англиканство, пресвитерианство, адвентисты седьмого дня, индуизм и ислам. Все они были признаны парламентским декретом. Конституция и другие законы защищают свободу вероисповедания. Группы, признанные правительством до обретения независимости, получают ежегодную сумму, зависящую от числа приверженцев.
Правительство разрешает иностранным миссионерским группам действовать на индивидуальной основе, хотя нет никаких правил, запрещающих прозелитизм. Миссионеры должны получить как вид на жительство, так и разрешение на работу, которое предоставляется максимум на три года без какого-либо продления. Существует множество государственных праздников, большинство из которых религиозные, что свидетельствует о неоднородности религий. Согласно докладу о свободе вероисповедания 2012 года, опубликованному Департаментом США, на Маврикии не было случаев религиозных преследований. В докладе также указывается, что индуисты составляют большинство в правительств и проводят политику борьбе с обращением в иную веру.

## Мечети
В 1965 году в стране насчитывалось 65 мечетей. Первой специально построенной мечетью на Маврикии является Camp des Lascars, созданная в 1805 году. В настоящее время она официально известна как мечеть Аль-Акса. Мечеть Джумма в Порт-Луи была построена в 1850-х годах и описана в руководстве министерства туризма как одно из самых красивых религиозных зданий на Маврикии. Все мечети контролируются советом под названием Вакуф, также являющимся благотворительной организацией. Совет вакуфа был создан на Маврикии в 1941 году, он контролирует финансы и управление всеми мечетями. В каждой мечети есть управляющий по имени муттавалли, избираемый общиной. Совет помогает в погребении усопших, исламскому образованию в медресе и в соблюдении исламских обрядов. Основные праздники, такие как Эйд, Мавлид и, только у шиитов, Мухаррам празднуются во всех крупных мечетях страны.

## Партии мусульман Маврикия
- Мусульманский комитет действий
- Фронт солидарности Маврикия

## Известные мусульмане
- Амина Гуриб-Факим — президент Маврикия
- Кассем Утим — президент Маврикия
- Рауф Бундхун  — президент Маврикия
- Абдул Разак Мохамед
- Парвез Куреемун[10][11]